# Csoport (szervezeti)
Csoportnak két vagy több olyan, egymástól kölcsönös függésben és interakcióban álló egyént tekinthetünk, akik valamilyen cél érdekében közösen cselekszenek vagy együttműködnek. Kölcsönös egymásrautaltság és közös cselekvés nélkül nem beszélhetünk csoportról, legfeljebb emberek együtteséről.

## A csoporton belül megkülönböztethetünk
- vezetői csoportokat
- feladatcsoportokat
- érdekcsoportokat

Vezetői csoportok: a vezető és közvetlen beosztottjai alkotják – többnyire egybeesik a formális szervezeti csoportokkal (funkcionális csoportok)
Feladatcsoport: egy meghatározott feladat elvégzése érdekében dolgoznak együtt (teamek, projektek)
Érdekcsoport (koalíció): olyan célok elérésében működnek együtt, ami mindannyiuk számára fontos
---
A szervezet által kijelölt formális csoportokon túl vannak természetesen alakult informális csoportok.
Érdeklődésünk középpontjában a munkacsoportos hatékonysága áll. A teljesítményt a csoport nézőpontjából 3 tényező alapján ítélhetjük meg:
- mennyire felel meg a csoport által létrehozott termék stb. a fogyasztók, értékelők elvárásainak
- a csoport által követett folyamatok mennyire teszik lehetővé, hogy a csoport teljesítőképessége fennmaradjon
- mennyire képes a csoport elősegíteni tagjainak személyes fejlődését és személyes jólétét

## A csoport a szervezeti és vezetési irányzatok tükrében
Klasszikus szerzők: egyénhez rendeljünk munkát, az egyént utasítsuk, egyéni teljesítményt értékeljünk és egyéni bérezést alakítsunk ki.
Human Relations irányzat: a csoportok befolyása nagymértékben formálja a csoport tagjainak magatartását és teljesítményét is.
Későbbi kutatások: rámutattak a csoporton belüli hatalmi viszonyok magatartásformáló szerepére is.
Napjaink csoportfelfogását: a problémamegoldó teamek, döntési és végrehajtási jogosítványokkal is felruházott önvezető (self-managing) csoportok jellemzik.

## Az egyén és a csoport
Miért érdemes az egyénnek a csoporthoz csatlakozni?
- biztonság (a csoport tagja erősebbnek érzi magát, ellenállóbb a külső fenyegetésekkel szemben)
- státusz (mind az egyéni, mind a csoportteljesítmény presztízst jelent és státuszt kölcsönöz a csoport tagjainak)
- önbecsülés (a csoport tagjai olyan teljesítményt érhetnek el, ami megerősíti kompetenciaérzésüket)
- affiláció: valahová tartozás (a csoport tagjai biztosítják az alapvető emberi szükségletet: társas kapcsolatok kialakítását és fenn-tartását)
- támogatás, elfogadottság (szimpátián alapuló kölcsönös támogatás)
- hiedelmek megerősítése (értékeink, hiedelmeink, attitűdjeink és érdekeink hasonlósága alapján választunk csoportot)
- hatalom (a csoport kínálja saját és mások teljesítményének kontrollálásának lehetőségét)
- célok megvalósítása (a szervezeti célok gyakran csak különböző ismeretek, képességek együtt mozgósításával érhetők el)

A csoportnak nemcsak hozadéka, hanem „költségei” is vannak:
- feszültség (társas kapcsolatok kezeléséhez szükséges készségeket kell kifejleszteni, alkalmazkodni kell a többiekhez)
- személyes „befektetés” (lehet kézzelfogható költség például tandíj, de többnyire társas költség: idő és erőfeszítés, információ gyűjtése másokról és önmagunk felfedése)
- elutasítás (a csoport szankcionál bizonyos magatartásformákat)
- ellentétek (a tagoknak lehetnek eltérő saját céljaik)
- ellenkezés (az emberek nem alakíthatják szabadon saját viselkedésüket)

A társadalmi csere elmélete szerint az egyének azokhoz a csoportokhoz csatlakoznak, amelyek a lehető legkisebb költség mellett a lehető legnagyobb jutalmat kínálják. 

## A szervezet és a csoport
Először vegyük számba az előnyöket:
- több tudás és információ (a csoport többet tud és több információval rendelkezik mint bármelyik tagja)
- többoldalú problémamegközelítés (a csoporttagok eltérő közelítései 1-1 problémához kölcsönösen hozzájárulhatnak saját „rögeszmékből” való kizökkentéshez)
- a döntés jobb megértése (ha csoport oldja meg a problémát, hozza meg a döntést, akkor mindenki számára világos, mit és hogyan kell végrehajtani)
- részvétel–elfogadás (a problémák megoldásához rendszerint kell a csoporttagok támogatása, nem elég csak a jó probléma-érzékelés és a szakmailag jó döntés)

A csoportok költségei a szervezet szemszögéből:
- bizonytalan felelősség (sikertelen kimenetel esetén nehéz a döntésért való felelősséget megállapítani)

- konformitás, csoportnyomás (csoportos környezetben az ember máshogy észleli a dolgokat és máshogy formál ítéletet azokról, mintha azt egyénileg tenné – hogy jó csoporttársnak tartsák, kész elfogadni a csoportkonszenzust)

- egyéni dominancia (1-1 domináns személyiség befolyásolja a csoport véleményét); a dominancia alapulhat:

- - formális pozíción (ezredes-hatás)
  - kiemelkedő szakmai tudáson (véleményvezetők)
  - a többieknél aktívabb részvételen és közreműködésen
  - a többieket kifárasztó makacs kitartáson

- társas lógás (a csoporttagok együttes teljesítménye kisebb, mint a tagok egyéni teljesítményeinek összege – vagyis a csoport szinergiahatásával éppen ellentétes jelenség); magyarázata lehet:

- - a csoporttagok a legkisebb teljesítményű társukhoz igazítják a teljesítményüket
  - csoportközegben ki lehet engedni, mert csökken az egyéni teljesítmény mérhetősége és számonkérhetősége

- vita megnyerése, versus problémamegoldás (a konfliktusok megoldása során olykor presztízsszempontok kerülhetnek előtérbe: a vita megnyerése fontosabbá válhat, mint a sikeres problémamegoldás)